# Остров Броутона
Остров Броутона (ранее также Маканрур, Макантор либо Макинтор) — необитаемый остров средней группы Большой гряды Курильских островов. Административно входит в Курильский городской округ Сахалинской области России.

## Топоним
Назван в честь британского мореплавателя Уильяма Броутона, который в 1796—1798 гг., пользуясь слабостью японской власти, посетил многие Японские, а также Курильские острова. Исконное айнское название, Маканрур, использовавшееся также и японцами в виде Маканруру, в переводе означает «остров окружённый сильными течениями». Также русскими мореплавателями употреблялось название Сивучий — по обилию здесь морского зверя.

## География и геология
Остров Броутона является надводной частью потухшего вулкана. Высота 800 м (г. Броутона), площадь 7,32 км². Индекс ландшафтного разнообразия невысок: здесь выделяются лишь 5 ландшафтных контуров. Отвесные обрывы до 274 м высотой. Два ручья с пригодной для питья водой. Сам остров и окружающая акватория на расстоянии до 3,7 км — положительная магнитная аномалия, одна из сильнейших в России среди подобных аномалий местного значения. 
Из-за отстояния острова к западу от основной оси Большой Курильской гряды относится вулканологами к её западной зоне. Ближайшая к острову земля — субархипелаг Чёрные Братья в 20 км юго-восточнее.

## История

### В Российской Империи
Во время своих зимовок 1767/1768 годов на Симушире и 1768/1769 годов на Урупе казачий исследователь Курил, сотник Чёрный своими поборами настроил против россиян местное население («мохнатых»). Озлобленные действиями Чёрного и других купцов, айны в 1771 году взбунтовались и перебили многих русских на островах Чирпой (точнее, на острове Маканрур, объединяемом с Чирпоем и Брат-Чирпоевым в единый условный Семнадцатый остров) и Уруп.
Описание острова Броутона (под ещё одним названием — Сивучий) приводится в связи с ближайшим субархипелагом Чёрные Братья (под объединяющим названием Чирпоой) у Г.И. Шелихова в его «Путешествии г. Шелехова с 1783 по 1790 год из Охотска по Восточному Океану к Американским берегам...»:

В расстоянии 30 верст от сего острова между Севером и Западом есть еще островок круглой, называемой Сивучей, длиною около 12 верст; на нем сопка, у которой подножия горы, хребты и утесы превысокие; лес Сланец, Кедровой, Ольховой, Тальник и Рябинник; годом бывает ягод и орехов кедровых довольно; коренья же ростут теже, какие на прочих островах; вокруг острова берег каменистый и утес высокий; около острова сивучей довольно, бобров и нерп мало; по утесам водятся Ары, Топорки, Глупыша, Чайки и гуси в довольном количестве.
14 октября 1796 года остров обнаружила экспедиция английского адмиралтейства. Возглавлявший её Уильям Роберт Броутон назвал остров Круглым.

Ко временам гидрографического описания Курильских островов В. М. Головниным и П. И. Рикордом начала 19 века остров носил название Макантор и объединялся с островами Чёрные Братья в единый архипелаг — «острова Тчирпоя и Макантор». Также этот архипелаг воспринимался местными жителями как условный остров Семнадцатый, что особо отметил в своих «Замечаниях о Курильских островах» российский мореплаватель Головнин:
Острова Требунго-Тчирпой и Янги-Тчирпой разделены весьма узким проливом и находящийся недалеко от них к NW почти голый, небольшой остров Макинтор, или Бротонова остров, они разумеют под общим названием семнадцатого острова…
Симодский трактат 1855 года признал права Российской империи на остров, однако в 1875 году он, как и все находившиеся под российской властью Курилы, был передан Японии в обмен на признание Сахалина исключительно российским (до того, в 1855—1875, Сахалин был совместным владением России и Японии).

### В составе Японии
В 1875—1945 гг принадлежал Японии.
Согласно административно-территориальному делению Японии остров стал относиться к уезду (гуну) Уруппу (т.е. Уруп в японском произношении), который охватывал не только сам Уруп, но и все острова на север до Броутона включительно. Уезд в свою очередь входил с 1876 по 1882 год в состав провинции Тисима под управлением Комиссии по колонизации Хоккайдо; с 1882 до 1886 года — в состав префектуры Нэмуро, после — префектуры Хоккайдо.

### В составе СССР/РСФСР-России
В 1945 году перешел под юрисдикцию СССР.
2 февраля 1946 года включён в состав Южно-Сахалинской области.
2 января 1947 года включён в состав Сахалинской области РСФСР.
С 1991 года в составе России, как страны-правопреемницы СССР.

### Особая позиция Японии по территориальной принадлежности острова
Используя в территориальном споре с Россией фактор Сан-Францисского мирного договора 1951 года, который не был подписан СССР, японское правительство, тем не менее, опирается на те варианты толкований договоренностей между союзниками — СССР, США, Великобританией и Китаем — которые подкрепляют японскую позицию. В частности, поскольку в Сан-Францисском договоре не оговаривается, в пользу какого государства Япония отказывается от своих прав на Курилы, принадлежность острова, по мнению японского правительства, до сих пор не определена, а за Россией признаётся лишь «фактический контроль».

## Флора и фауна
Из-за своей изоляции, сурового климата, сложившегося под влиянием холодной охотоморской акватории, флора острова обеднена: здесь насчитывается лишь 29 видов сосудистых растений (для сравнения на Кунашире их 1 087). Вокруг острова заросли морской капусты. Морские флора и фауна при этом гораздо богаче сухопутных, как и на всех малых островах. Лежбища сивучей, в акватории много нерпы (кольчатой и пятнистой), есть каланы (морские бобры). Островной тюлень облюбовал залёжку на мысе Рифовом (46°44′11″ с. ш. 150°43′12″ в. д.).
На утёсах гнездятся кайры, топорки, глупыши, чайки, серая вилохвостая качурка; на вершине — соколы, вороны, трясогузки, корольки.